# Christian Kehrer
Christian Wilhelm Karl Kehrer (* 30. Mai 1775 in Erbach; † 21. Februar 1869 ebenda) war ein deutscher Jagd- und Tiermaler, Hofmaler und Archivar.

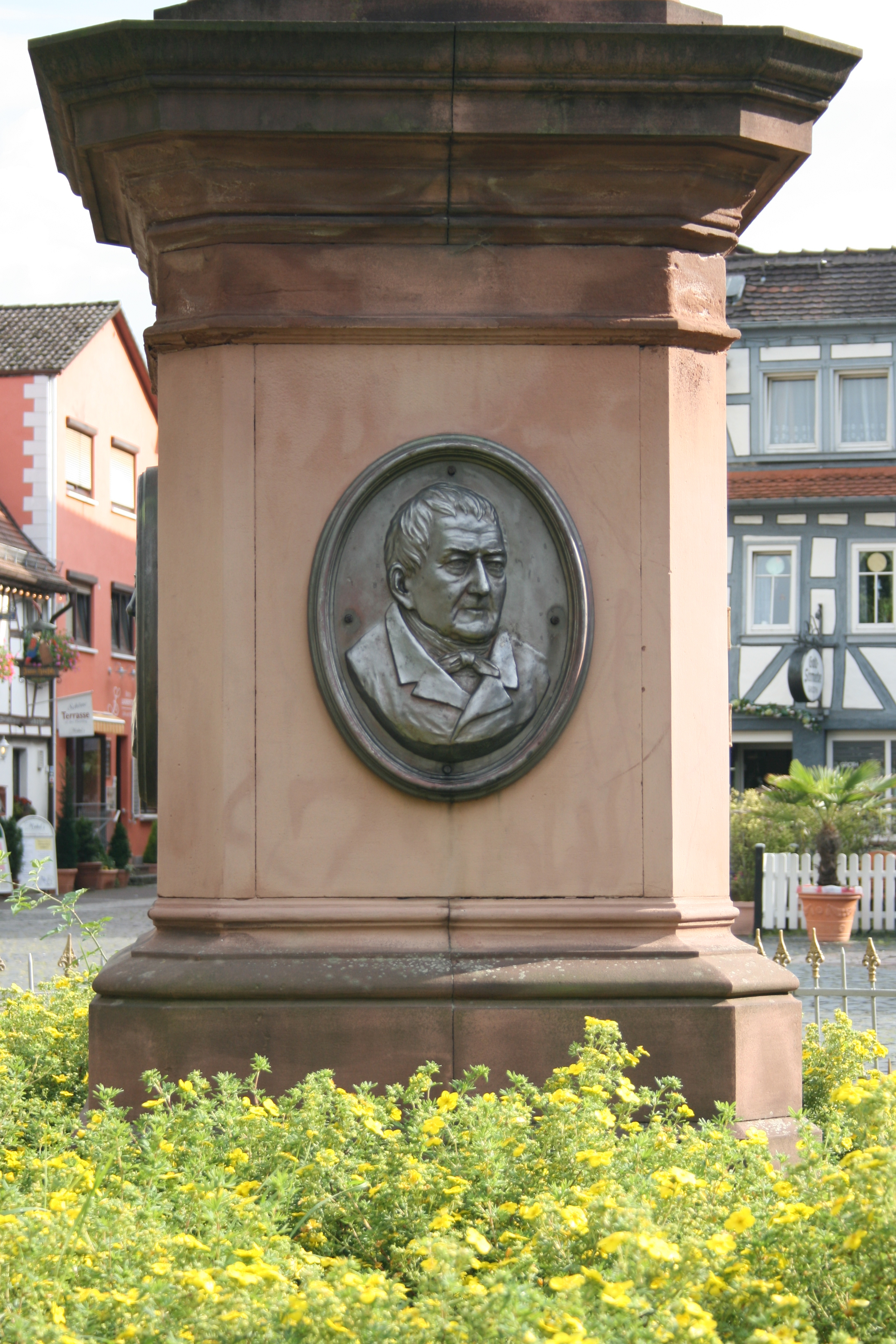
Medaillon mit Bildnis Kehrers am Sockel des Denkmals für den Grafen Franz I. zu Erbach-Erbach auf dem Marktplatz in Erbach/Odenwald.

## Leben
Christian Kehrer stammte aus einer Odenwälder Familie, die zahlreiche Künstler hervorgebracht hat. Sein älterer Bruder war der Maler Karl Christian Kehrer.
Nach seiner Schulzeit ermögliche ihm Graf Franz I. von Erbach-Erbach von 1793 bis 1797 einen Aufenthalt in Würzburg, wo er bei dem Hofmaler Johann Christoph Fesel (1737–1805) lernte. Kehrer stellte erstmals 1800 in der Berliner Akademie-Ausstellung aus, wo er ein Rehbock-Motiv zeigte. Nach einer kurzen Anstellung in Saarbrücken am Hofe der Herzogin von Braunschweig-Bevern kehrte er nach Erbach zurück. Er erhielt zunächst eine vergleichsweise gering dotierte Stelle als Privatsekretär des Grafen Franz, der sein Talent als Maler erkannte und ihn förderte. 1814 wurde er zum Archivrat befördert.
Kehrer blieb Erbach und dem Erbacher Hof zeitlebens verbunden. Als Anekdote kann es betrachtet werden, dass er im Jahr 1820 kurzzeitig in Ungnade fiel. Kehrer wies den Grafen frühzeitig darauf hin, dass es sich um einen bei Würzberg gefundenen Legionsadler um eine offensichtliche Fälschung handelte. Dennoch wurde am vermeintlichen Fundort der sogenannte Adlerstein aufgestellt. Die Fürsprache Charlottes zu Isenburg-Birstein verhinderte aber, dass er Erbach den Rücken kehrte. Langfristig tat dies seiner Beziehung zum Grafenhaus keinen Abbruch. Der Sockel des 1874 eingeweihten Denkmals für den Grafen Franz auf dem Erbacher Marktplatz trägt Medaillons von Forstrat Friedrich Louis (S), des Politikers Johann Friedrich Knapp (O) und ein Porträt Kehrers im Norden.

## Werk
Für die Erbach'schen Sammlungen legte er Folio-Kataloge an und kopierte alte Handschriften und Illustrationen. Seine Illustrationen der Ausgrabungen am Odenwaldlimes gehören zu den frühesten derartigen Dokumentationen in Deutschland.
Kehrer erhielt auch über Erbach hinaus große Aufträge. Von König Friedrich I. wurde er mit der Ausmalung eines Jagdhauses im Park von Schloss Freudental beauftragt. Große Jagdstücke fertigte er von 1823 bis 1827 für Herzog Wilhelm von Nassau für das Jagdschloss Platte bei Wiesbaden.
Um 1861 fertigte er eine Teilabschrift nach einer Mitte des 15. Jahrhunderts entstandenen illustrierten Handschrift aus dem ehemaligen Besitz der Grafen Erbach-Erbach, die sich heute im Germanischen Nationalmuseum befindet.

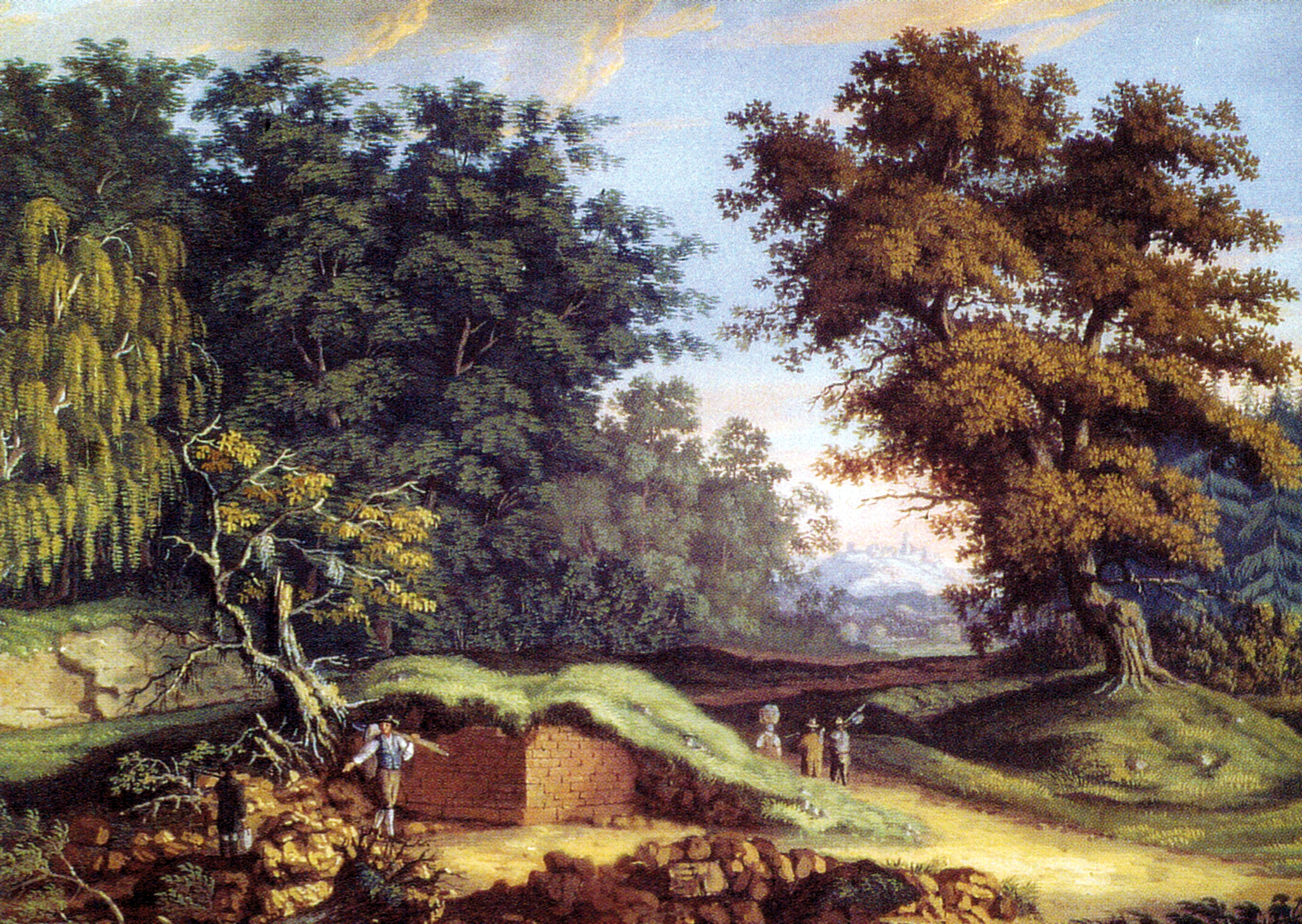
Steinturm- und Holzturmstelle am römischen Odenwaldlimes, Aquarell, um 1800.
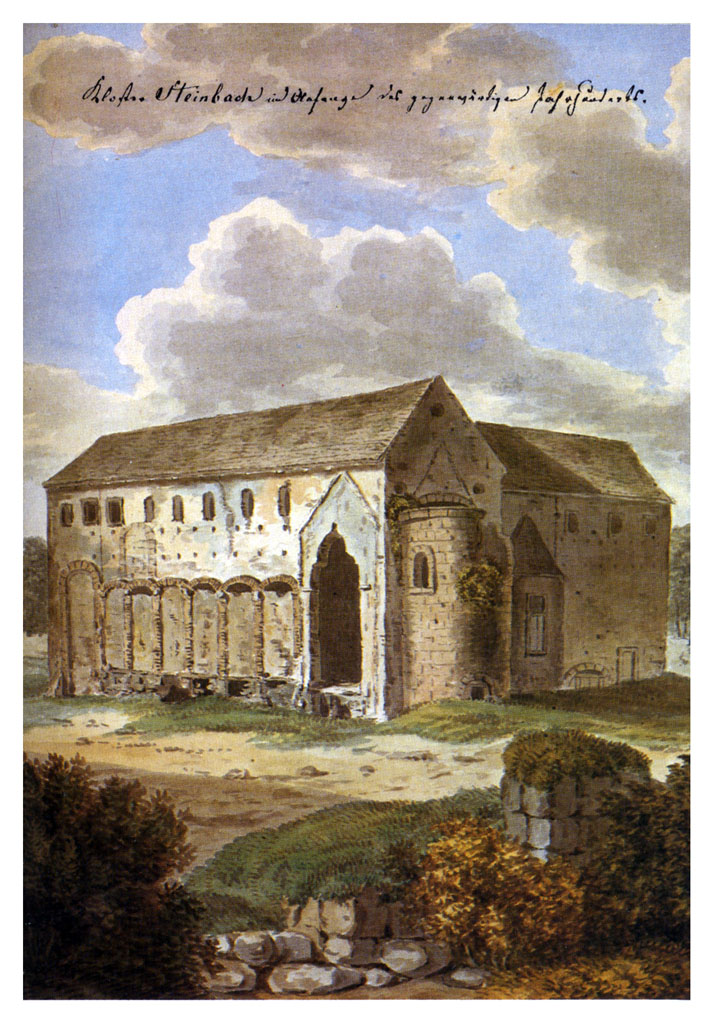
Kloster Steinbach im Anfange des gegenwärtigen Jahrhunderts. Aquarell auf Papier, um 1800.
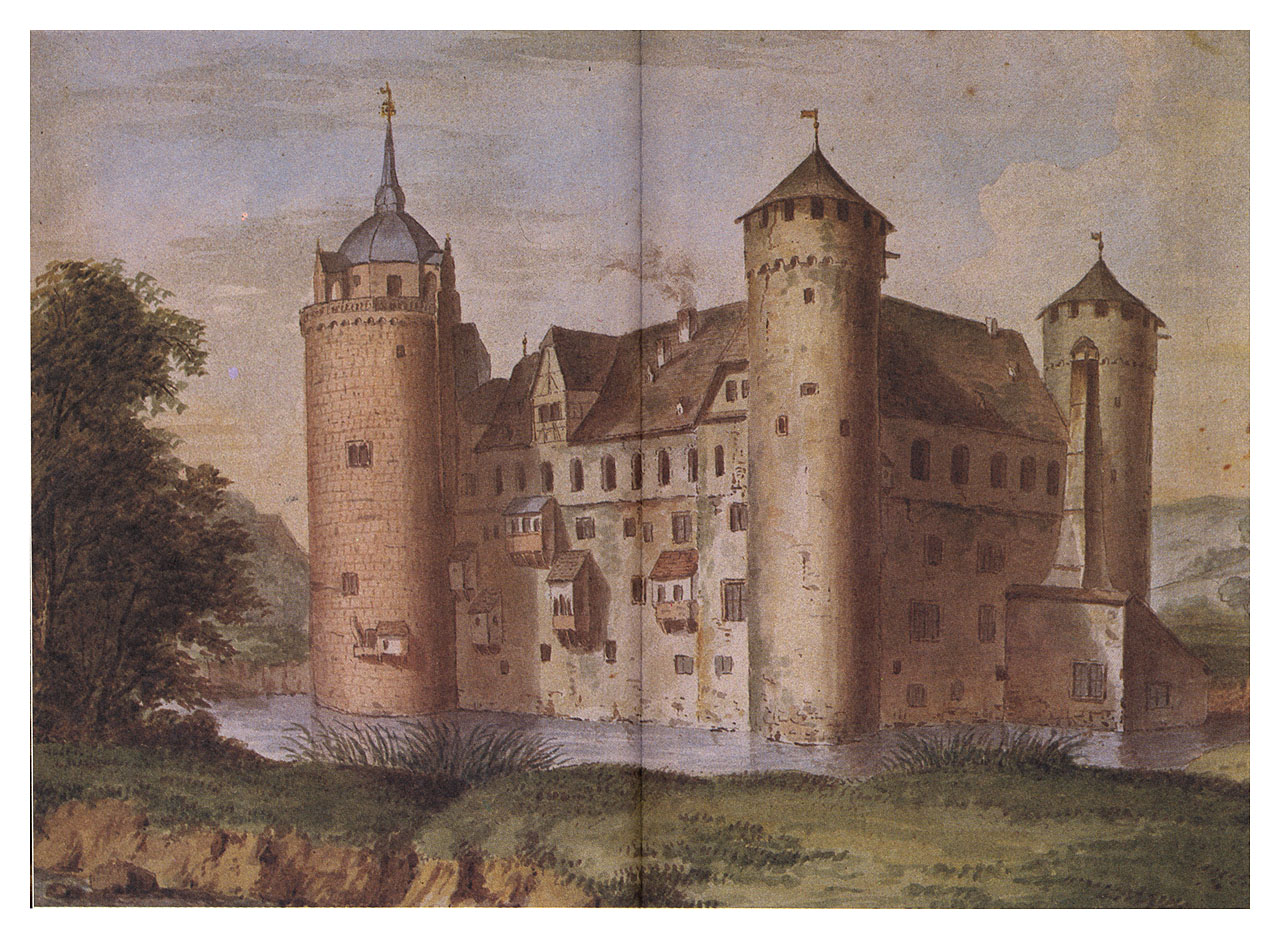
Ansicht des Schlosses Fürstenau, Aquarell auf Papier, um 1800.
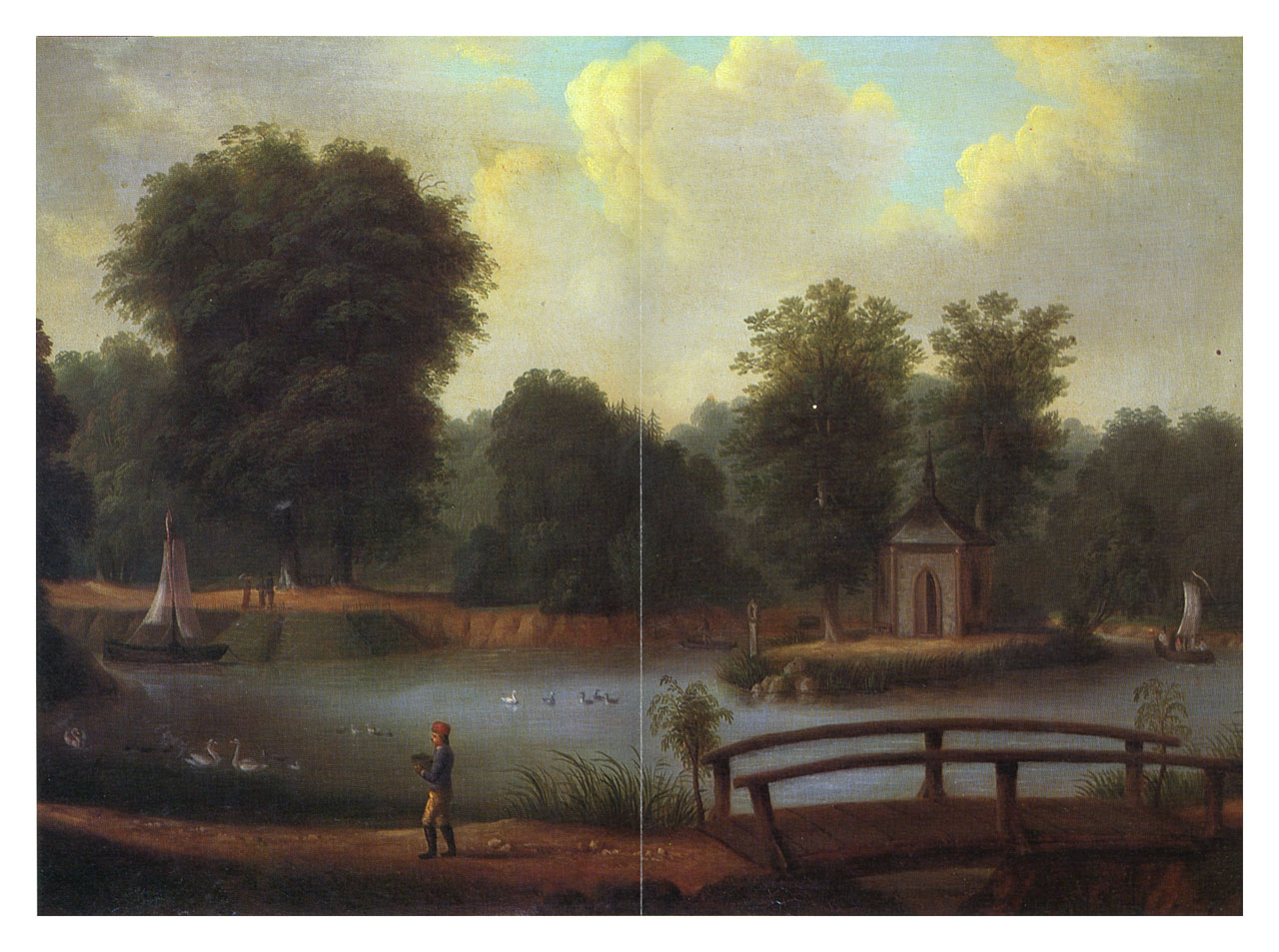
Eulbacher Park, Ölgemälde, um 1820.